# Amphoe Khlong Khuean
Amphoe Khlong Khuean (in Thai: อำเภอ คลองเขื่อน) ist ein Landkreis (Amphoe – Verwaltungs-Distrikt) in der Provinz Chachoengsao.  Die Provinz Chachoengsao liegt im östlichen Teil der Zentralregion von Thailand. 

## Geographie
Benachbarte Distrikte (von Osten im Uhrzeigersinn): die Amphoe Bang Khla, Mueang Chachoengsao und Bang Nam Priao in der Provinz Chachoengsao sowie Amphoe Ban Sang in der Provinz Prachin Buri.
Der wichtigste Fluss des Landkreises ist der Maenam Bang Pakong.

## Geschichte
Khlong Khuean wurde am 31. Mai 1993 zunächst als „Zweigkreis“ (King Amphoe) eingerichtet, indem er vom Amphoe Bang Khla abgetrennt wurde.
Am 15. Mai 2007 hatte die thailändische Regierung beschlossen, alle 81 King Amphoe in den einfachen Amphoe-Status zu erheben, um die Verwaltung zu vereinheitlichen.
Mit der Veröffentlichung in der Royal Gazette „Issue 124 chapter 46“ vom 24. August 2007 trat dieser Beschluss offiziell in Kraft.

## Verwaltung

### Provinzverwaltung
Der Landkreis Khlong Khuean ist in fünf Tambon („Unterbezirke“ oder „Gemeinden“) eingeteilt, die sich weiter in 32 Muban („Dörfer“) unterteilen.
| Nr. | Name          | Thai     | Muban | Einw. |
| --- | ------------- | -------- | ----- | ----- |
| 01. | Kon Kaeo      | ก้อนแก้ว   | 06    | 3.093 |
| 02. | Khlong Khuean | คลองเขื่อน | 06    | 3.565 |
| 03. | Bang Lao      | บางเล่า   | 06    | 1.994 |
| 04. | Bang Rong     | บางโรง   | 07    | 2.266 |
| 05. | Bang Talat    | บางตลาด  | 07    | 2.246 |

### Lokalverwaltung
Im Landkreis gibt es fünf „Tambon-Verwaltungsorganisationen“ (องค์การบริหารส่วนตำบล – Tambon Administrative Organizations, TAO)
- Kon Kaeo (Thai: องค์การบริหารส่วนตำบลก้อนแก้ว) bestehend aus dem kompletten Tambon Kon Kaeo.
- Khlong Khuean (Thai: องค์การบริหารส่วนตำบลคลองเขื่อน) bestehend aus dem kompletten Tambon Khlong Khuean.
- Bang Lao (Thai: องค์การบริหารส่วนตำบลบางเล่า) bestehend aus dem kompletten Tambon Bang Lao.
- Bang Rong (Thai: องค์การบริหารส่วนตำบลบางโรง) bestehend aus dem kompletten Tambon Bang Rong.
- Bang Talat (Thai: องค์การบริหารส่วนตำบลบางตลาด) bestehend aus dem kompletten Tambon Bang Talat.